# Alliance Gastronomique Néerlandaise
De Alliance Gastronomique (vaak "De Alliance" genoemd) is een samenwerkingsverband van restaurants in Nederland en Vlaanderen. Voorheen onder de naam Alliance Gastronomique Néerlandaise.
De Alliance werd in 1967 door negentien Nederlandse restaurateurs opgericht om het culinaire niveau van Nederland op een hoger peil te brengen. Daarvoor moest het aanbod van ingrediënten verbeteren en moesten koks en personeel worden opgeleid. Nederland liep waar het de culinaire tradities betrof achter bij België en Frankrijk, een achterstand die destijds tot uitdrukking kwam in een lager aantal restaurants met een Michelinster. De oprichters spraken zelf van een "om zich heen grijpende smaakvervlakking".
De Alliance is het oudste samenwerkingsverband van kwaliteitsrestaurants in Europa. Op 9 maart 2017 vierde de vereniging haar 50-jarig jubileum. Alle aangesloten restaurants behoren tot de top van de gastronomie.

## De oprichters
Leden van de Alliance Gastronomique Néerlandaise ten tijde van de oprichting in 1967:
1. De Witte, Amersfoort. Directeur: Ernst Hastrich
2. De Boerderij, Amsterdam. Chef: Herman Wunneberg
3. Dikker & Thijs, Amsterdam. Chef: H.J. van der Vecht
4. De Echoput, Apeldoorn. Directeur: Jaap Klosse
5. Chalet Royal, 's-Hertogenbosch. Chef: C.A.M. van Gaalen
6. Carelshaven, Delden. Chef: J.E. Kluvers
7. Zwaan, Etten-Leur. Chef: Ad Peijnenburg
8. Oudt Leyden, Leiden. Chef: S.M. Borgerding
9. Château Neercanne, Maastricht. Chef: H.P.J. Stassen
10. De Beukenhof, Oegstgeest.
11. Het Oude Jachthuis, Pesse. Chef: A.H. van Doesburg
12. 't Koetshuis, Rhenen. Chef: Marianne Frisch
13. Old Dutch, Rotterdam.
14. De Witte Holevoet, Scherpenzeel. Chef: J.C.M. Hehenkamp
15. Prinses Juliana, Valkenburg aan de Geul. Directeur: A. Stevens
16. De Nederlanden, Vreeland. Chef: O.E.K. Hartung
17. De Kieviet, Wassenaar. Chef: Luigi Gandini
18. Hostellerie De Hamert, Wellerlooi. Chef: Jan. H.J. Grothausen
19. Het Poorthuys, Zierikzee. Chef: W.E.L. te Mey

De bekende kok Cas Spijkers, chef van De Swaen, wordt als mede-oprichter of als "nauw betrokken bij de oprichting van de Alliance Gastronomique Neerlandaise" genoemd. Toch komt hij op de eerste lijst van deelnemers aan de Alliance niet voor.